# Диво сърце
Диво сърце (на английски: Wild at Heart) е романтичен трилър от 1990 г., режисиран от Дейвид Линч с участието на Никълъс Кейдж, Лора Дърн, Даян Лад, Уилям Дефо и Хари Дийн Стонтън. Сценарият написан също от Линч е базиран на новелата на Бари Гифърд – „Диво сърце: Историята на Сейлър и Лула“.
Действието се развива около млада влюбена двойка Сейлър и Лула (Кейдж и Дърн) от Северна Каролина, която решава да избяга далеч от деспотичната майка (Лад) на Лула. Майката обаче няма да остави нещата така и ще прати по следите им един добродушен частен детектив (Стонтън) и хората на гангстерски шеф. Дори черната магия ще бъде намесена.
Диво сърце е от т.нар. жанр „роуд муви“ – където главните герои са в постоянно движение с автомобила си от място на място. Типично за режисьора Линч, филмът е пропит с ексцентризъм и свръхестествени събития, показани по оригинален кинематографичен начин.
Творбата печели престижната награда „Златна палма“ на филмовия фестивал в Кан.

## В ролите
| Актьор              | Роля                           |
| ------------------- | ------------------------------ |
| Никълъс Кейдж       | Сейлър Рипли                   |
| Лора Дърн           | Лула                           |
| Даян Лад            | Мариета (майката на Лула)      |
| Уилям Дефо          | Боби Перу                      |
| Хари Дийн Стантън   | Джони Фарагут                  |
| Дж. И. Фриймън      | Марселъс Сантос                |
| Криспин Гловър      | Дел                            |
| Изабела Роселини    | Пердита Дуранго                |
| Грейс Забриски      | Хуана Дуранго                  |
| Шерилин Фен         | Момичето от пътната катастрофа |
| Шерил Лий           | Добрата вещица                 |
| Сали Бойл           | Леля Рути                      |
| Марвин Каплан       | Чичо Пууч                      |
| Уилям Морган Шепърд | Г-н Рейндиър                   |

## Награди и Номинации
Награди на Американската Филмова Академия „Оскар“ (САЩ):
- Номинация за най-добра актриса в поддържаща роля за Даян Лад

Филмов фестивал в Кан
- Награда „Златна палма“ за най-добър филм

Награди „Златен глобус“ (САЩ):
- Номинация за най-добра актриса в поддържаща роля за Даян Лад

Награди „Независим Дух“
- Награда за най-добра кинематография за Фредерик Елмс

- Номинация за най-добър актьор в поддържаща роля за Уилям Дефо